# 由良君美
由良 君美（ゆら きみよし、1929年2月13日 - 1990年8月9日）は、日本の英文学者、翻訳家。東京大学名誉教授。
専門はコールリッジをはじめとした近代イギリスロマン主義文学。比較文学、ゴシック小説、サブカルチャーなどにも幅広い著述を行った。

## 経歴

### 生い立ち
ドイツ哲学者由良哲次の長男として京都市北白川に生まれる。「君美」の由来は、新井白石の諱たる君美（きんみ）に因む。母の清子は東京高等師範学校教授で、哲次の恩師である吉田彌平の次女。出生当時、父哲次はハンブルク大学に在職中だったエルンスト・カッシーラーのもとに留学中だった。1931年、哲次は日本に帰国し、1932年、一家で東京市小石川区林町（現在の東京都文京区千石）に転居。君美は病弱のため男友達の輪に入れず、幼少時より父の書斎を始めとして内外の書物に親しんで育つ。
東京高等師範学校附属小学校（現・筑波大学附属小学校）から東京高等師範学校附属中学校（現・筑波大学附属中学校・高等学校）を経て旧制成蹊高等学校尋常科に編入。小学生時代にはバートン版『アラビアン・ナイト』（日夏耿之介訳）や江戸川乱歩に始まり、高垣眸、南洋一郎、押川春浪、『プルターク英雄伝』（鶴見祐輔訳）などを愛読した。中学では合唱部に入っており、音楽教師のコレクションしていたゴシック・ロマンスの古書を大量に借りて読み、『有朋堂文庫』や『日本名著全集』で古典に親しんだ他、甲冑の研究、縄文土器の発掘に熱中した。
1945年、旧制成蹊高等学校高等科理科に進学、航空機の設計を志して流体力学を学んでいたが、詩にも関心を持ち始め、敗戦に伴って文科に転じた。英語に関心を強め、工場動員の合間にシェリー、ポー、スコットなどを原語で読み、呉茂一、平井呈一にも私淑し、後に深い交流を持った。1946年にホノル・アルシーノの筆名で『想ひ出の聲の森』という私家版の詩集を作成している。
1949年、東京大学受験に失敗して学習院大学文政学部哲学科に入学。CIE図書館や、赤坂離宮にあった国会図書館の「狩の間」で洋書の新刊を読み漁った。大学4年の時にマイケル・マイヤアのエッセイ「シドニー・キイズについて」の翻訳を『詩学』誌に掲載。1952年に卒業し、学習院大学英文学科に学士入学。1954年に英文学科を卒業し、慶應義塾大学大学院に進学し、教授だった西脇順三郎の指導でコールリッジを専攻。大学院の同級に多田智満子や安東伸介、横山貞子がいた。

### 業績
修士課程修了後、経済的理由でNHK国際局に常勤嘱託として勤務。しかし1956年、ハンガリー動乱を機に退職し、慶應義塾大学に戻り、経済学部の副手として英作文を教える。1961年、『三田文学』2月号にジョージ・スタイナーの「ジェルジュ・ルカーチと悪魔の契約」を翻訳発表。以後、レイモンド・ウィリアムズやハリー・レヴィンなどを紹介。
1963年、慶應義塾大学経済学部助教授に就任。1965年、高橋康也の推薦で東京大学教養学部英語科の助教授となる。英文科等で教えることはなかったが、教養課程の学生を対象とする一般教養ゼミの由良ゼミで、高山宏、四方田犬彦、福田眞人らに大きな影響を与え、ゼミ及び講義の出身者には、本江邦夫、隠岐由紀子、青木由紀子、脇明子、藤井省三らがいた。旧来「治外法権の」と訳されていたextraterritorialに「脱領域」という訳語を、deconstructionに「脱構築」という訳語を与えたのは由良である。1976年に教授。
一般には1971年に『ユリイカ』誌（青土社）にエッセイ「ミソ・ウトポス」を連載開始、『映画批評』『季刊フィルム』などにも寄稿し。ロマン主義文学や幻想文学の研究者として、仏文学の澁澤龍彦や独文学の種村季弘と共にその博識を謳われた。せりか書房の編集者久保覚の主催する「現代批評の会」に参加して、専門外の様々な研究者と対話した。
1970年代には、牧神社の監修役を務め、雑誌『牧神』にも寄稿、出版運営に関わった。かつてのゼミ生の伊藤裕夫と武田崇元が『地球ロマン』を創刊した時にも寄稿した。1979年に父哲次が亡くなると、その遺産を古墳保護の名目で奈良県に寄贈、美術コレクションの多くを奈良県立美術館に寄贈し、その後も哲次の設立した橿原考古学研究所の運営にも関わった。また未完だった哲次の著作『総校日本浮世絵類考』と『古琉球語で解明する邪馬台国と大和』の校正を完了させて出版させた。
1980年代には東大だけでなく慶応でもゼミを開講。この時期のゼミ生には、田尻芳樹や井上摂などがいる。1982年から『図書新聞』に連載した「読書狂言綺語抄」は150回を数えた。1983年には『流行通信』に映画レビューを連載、『国文學 解釈と教材の研究』に四方田犬彦と共同で「海外文学事情」を連載。1982年には父の日本画コレクションの一部をボストン美術館に寄贈することになり、イェール大学で講演を行い、初めて海外渡航を経験した。
1983年に教養学部英語科主任を務めたが、任務の重さによるストレスや東大英文出身でないことによる孤立感に悩み、やがて酒乱（アルコール使用障害）に陥り、晩年には四方田に対し暴力沙汰を起こすなど奇行もあった。1989年には韓国英文学会で基調講演。1989年東大退官後は、東洋英和女学院大学教授となる。ヴァン・デル・ポストのアフリカ神話の豆本や、論文集の作成を進めていた1990年春に食道癌が発見されて入院、3ヶ月後に死去した。遺言により由良家の墓地には入らず、この年に計画されていた日本民藝館のブレイク展には、予定通りに由良の大量の所蔵物の展示と、パンフレットに執筆した文章が使われた。
体系的な批評理論を日本に導入することに力を尽くし、同時に既成のアカデミズムや文壇の、印象主義や伝記的な方法による批評の方法を批判した。この批評の方法論において、日夏耿之介や蓮實重彦を高く評価し、磯田光一に批判的だった。集大成の大著での自著はなく多数の訳書と、書誌学的志向を踏まえた短文・書評を集めた著作を出版した。自身は詩とパイプとウィスキーを愛好した。2007年に、四方田による回想記『先生とわたし』が『新潮』誌に発表され、同年新潮社で刊行された。

### 血縁・交友関係
二人の姉と一人の妹がいる。山の上ホテルの創業者・吉田俊男は祖父吉田弥平の次男で、俳人・水原秋桜子の妻は弥平の長女。また下河辺牧場代表の下河辺俊行は吉田俊男の娘婿に当たる。ヴァン・デル・ポスト著作集を思索社で刊行する際に監修を務め、これは『影の獄にて』を原作とした大島渚監督の映画『戦場のメリークリスマス』公開も相まって評判となった。しかし第1巻「新月の夜」の翻訳を高山宏に依頼した際に、高山はそこに示される原爆の広島への投下についての解釈に納得できないためにこの依頼を断り、師由良と訣別することになった。

## 著書
- 『椿説泰西浪曼派文学談義』（青土社） 1972、増補版 1983。平凡社ライブラリー（高山宏解説）[11] 2012
- 『言語文化のフロンティア』（創元社） 1975。講談社学術文庫（増補版） 1986
- 『風狂 虎の巻』（青土社） 1983、新装版 2016
- 『みみずく偏書記』（青土社） 1983。ちくま文庫（解説富山太佳夫） 2012
- 『みみずく古本市』（青土社） 1984。ちくま文庫（解説阿部公彦） 2013
- 『みみずく英学塾』（青土社） 1987
- 『読書狂言綺語抄』（沖積舎） 1987 - 限定版も刊行
- 『ディアロゴス演戯』（青土社） 1988
- 『セルロイド・ロマンティシズム』（文遊社） 1995 - 主に映画論
- 『メタフィクションと脱構築』（文遊社） 1995 - 山口昌男らとの対話集も併録

### 編著・監修など
- 『現代イギリス幻想小説』（編訳、白水社） 1971
  - 『イギリス幻想小説傑作集』（白水Uブックス） 1985、改題改訂版
- 『世界のオカルト文学 幻想文学 総解説』（編者代表、自由国民社） 1981、度々改訂
- 『別冊・國文學 ポスト構造主義のキーワード』（編、学燈社） 1986
- 『イギリス怪談集』（編訳、河出文庫） 1990、新装版 2019

### 校訂解題
- ヴィヴィアン・リチャーズ(Vyvyan Richards)『アラビアのロレンス (T. E. Lawrence) 』（簡約版の原文注釈、研究社小英文叢書） 1965
- 『大泉黒石怪奇物語集』（校訂・解説、桃源社） 1972
- 『人間廃業』大泉黒石（桃源社） 1972
- 『日本の禍機』朝河貫一（校訂・解説、講談社学術文庫） 1987
- 『大泉黒石全集』（全7巻、解題、緑書房） 1988

## 翻訳
- 『バウンティ号の反乱』（ウィリアム・ブライ、筑摩書房、世界ノンフィクション全集24） 1961
- 『マラヤの虜囚』（ヴァン・デル・ポスト、筑摩書房、世界ノンフィクション全集31） 1962
- 『戦艦ポチョムキンの反乱』（リチャード・ハフ、筑摩書房、世界ノンフィクション全集37） 1962。講談社学術文庫 2003
- 『ロンドンの恐怖』（ジェームズ・リーザー、筑摩書房、世界ノンフィクション全集49） 1963
- 『戦艦バウンティ号の反乱』（チャールズ・ノーダフ / ジェイムズ・ノーマン・ホール、角川文庫） 1963
- 『ジンギスカン』（ラーフ・フォックス、筑摩書房、偉大なる生涯） 1967、単行新装版 1988。ちくま文庫 1992
- 『言語と沈黙』上・下（ジョージ・スタイナー、訳者代表・解説、せりか書房） 1969、新装版（全1巻） 2001
- 『解放の弁証法』（D.クーパー編、せりか書房） 1969
- 『ゲリラ - その歴史と分析』（アーサー・キャンベル、沢木静名義、冨山房） 1969
- 『反解釈』（スーザン・ソンタグ、高橋康也ほか全6名で共訳、竹内書店） 1971。ちくま学芸文庫 1996
- 『脱領域の知性 - 文学言語革命論集』（ジョージ・スタイナー、河出書房新社） 1972、新装版 1981
- 『影の獄にて』（ヴァン・デル・ポスト、冨山太佳夫共訳、思索社） 1978、新装版 1982。新思索社 2006
  - 新編版『戦場のメリークリスマス』（思索社） 1983。新思索社 2009 - 映画原作[12]
- 『マザーグースのうたがきこえる』（ニコラ・ベイリー、ほるぷ出版） 1978
- 『とらくんうみをわたる』（リチャード・アダムス、ほるぷ出版） 1978
- 『至高体験』（コリン・ウィルソン、四方田犬彦共訳[13]、河出書房新社） 1979。河出文庫 1998
- 『アフリカの黒い瞳』（ヴァン・デル・ポスト、佐藤正幸共訳、思索社） 1982
- 『ブッシュマンの詩』（ヴァン・デル・ポスト、思索社） 1983
- 『まっ四角な動物絵本』（アーサー・ウォー、ほるぷ出版） 1985
- 『船長のオディッセー』（ヴァン・デル・ポスト、日本海事広報協会） 1987
- 『英文学畸人列伝 ほか』（ラフカディオ・ハーン、訳者代表、恒文社、ラフカディオ・ハーン著作集10） 1987
- 『楽園の門』（ウィリアム・ブレイク、未来工房） 1988
- 『千夜一夜物語（バートン版）』（国書刊行会、バベルの図書館15） 1989、新編 2013

## 退官記念論文集
- 『文化のモザイック　第二人類の異化と希望』東京大学教養学部由良ゼミ準備委員会、緑書房、1989

### 評伝
- 四方田犬彦『先生とわたし』 新潮社、2007、新潮文庫、2010（解説稲賀繁美）

## 電子テキスト
- ラッセル(作)「有名人の悪魔」
- 由良君美「ラッセル卿のために」
- 由良君美「平和論をめぐるラッセル、ロレンス、ヒューム」 『ラッセル協会会報』n.9（1967年12月）pp.2-6.